# Barrett (Minnesota)
Barrett és una població dels Estats Units a l'estat de Minnesota. Segons el cens del 2000 tenia 355 habitants.

## Demografia
Segons el cens del 2000, Barrett tenia 355 habitants, 142 habitatges, i 81 famílies. La densitat de població era de 66,5 habitants per km².
Dels 142 habitatges en un 20,4% hi vivien nens de menys de 18 anys, en un 43% hi vivien parelles casades, en un 9,9% dones solteres, i en un 42,3% no eren unitats familiars. En el 38% dels habitatges hi vivien persones soles el 21,1% de les quals corresponia a persones de 65 anys o més que vivien soles. El nombre mitjà de persones vivint en cada habitatge era de 2,05 i el nombre mitjà de persones que vivien en cada família era de 2,63.
Per edats la població es repartia de la següent manera: un 15,5% tenia menys de 18 anys, un 7% entre 18 i 24, un 19,4% entre 25 i 44, un 19,7% de 45 a 60 i un 38,3% 65 anys o més.
L'edat mediana era de 54 anys. Per cada 100 dones de 18 o més anys hi havia 71,4 homes.
La renda mediana per habitatge era de 28.750 $ i la renda mediana per família de 37.813 $. Els homes tenien una renda mediana de 27.500 $ mentre que les dones 16.250 $. La renda per capita de la població era de 13.954 $. Entorn del 6,8% de les famílies i el 8,8% de la població estaven per davall del llindar de pobresa.

## Poblacions més properes
El següent diagrama mostra les poblacions més properes.

## La pedra rúnica d'"Elbow Lake"
L'agost de 1949, el periòdic local més proper a Barrett, l'Elbow Lake Herald, va informar que, cinc anys abans, el granger Victor Setterlund havia trobat a la seva terra, a prop del llac Barrett, una pedra en forma de cor que pesava prop de 75 lliures (34 kg) portant una inscripció rúnica. Traduït, el missatge rúnic era [Any ????]. Quatre donzelles acampaven en aquest turó. Hjalmar Holand, principal promotor de la pedra de Kensington (no gaire lluny al sud-est de Barrett el 1898) va interpretar els símbols de l'any com 1362, el mateix que la pedra de Kensington. Debunker Johan Holvik va pensar que havien de llegir-se com 1776. Els dos experts van coincidir que la pedra semblava ser un engany. Quan Holvik va tornar a visitar l'àrea i li va demanar a Setterlund quins símbols de l'any semblaven representar, l'agricultor va confessar que havia tallat la pedra ell mateix, usant una llista de runes en un llibre de text, i que pretenia la data 1876, afegint: "Segur que no triguen molt a posar a algunes persones si ho volen creure prou dolent."